# Firasabé de Madagascar
Eutriorchis astur
Genre
Espèce
Statut de conservation UICN

 EN C2a(i) : En danger
Statut CITES
Le Firasabé de Madagascar (Eutriorchis astur), anciennement connu en tant que Serpentaire de Madagascar, est une espèce de rapaces diurnes de la famille des Accipitridae. C'est la seule espèce du genre Eutriorchis. D'après Alan P. Peterson, c'est une espèce monotypique.

## Description
Cet oiseau mesure environ 66 cm.

## Répartition
Cet oiseau peuple les forêts humides de l'est de Madagascar.comme dans le Parc Natiaonal Masoala.

## Alimentation
Cet oiseau se nourrit en partie de caméléons.